# Eemsmonding

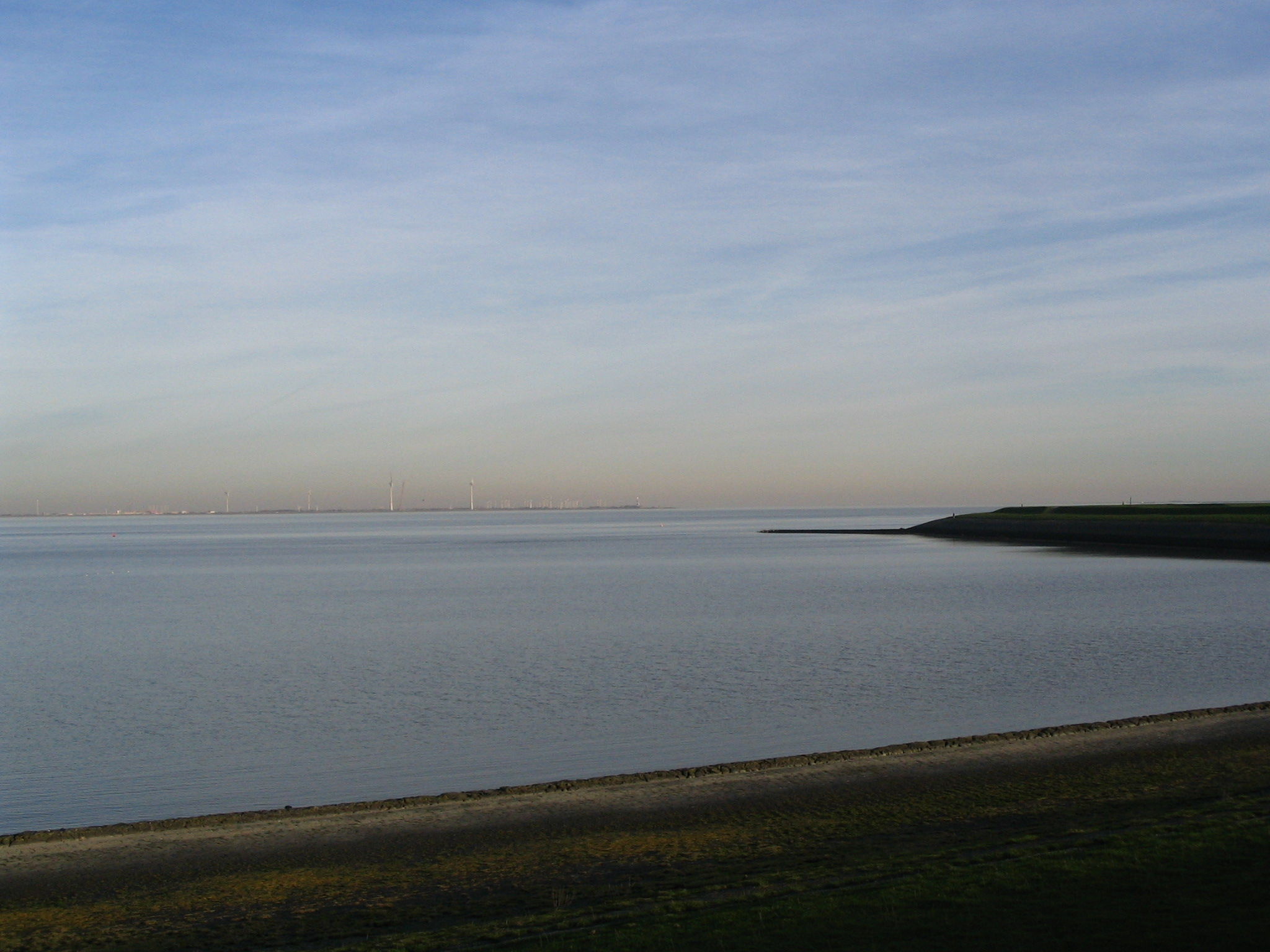
Uitzicht over de Eemsmonding bij Delfzijl

De Eemsmonding is het gebied waar de Eems uitmondt in de Waddenzee en Noordzee op de grens van Nederland en Duitsland. Het is de benedenloop van de Eems en omvat het gebied van de Dollard en de vaargeulen richting zee.
Bij de Duitse plaats Emden komt de rivier de Eems uit in de Dollard. Van daar gaat het via verschillende geulen naar de Noordzee. Bij Delfzijl liggen de geulen Oostfriesche Gat en de Bocht van Watum. Tussen beide geulen liggen de zandplaten Paap en Hond. Ten westen van de Bocht van Watum ligt het broedvogeleiland Stern.
Ter hoogte van de Eemshaven splitst de Eemsmonding zich in twee zee-armen. De oostelijke heet de Oostereems en stroomt tussen de waddeneilanden Juist en Borkum naar de Noordzee. De westelijke is de Westereems die gebruikt wordt als hoofdvaarwater en bestaat uit verschillende geulen die tussen de waddeneilanden Borkum en Rottumeroog uitmonden in de Noordzee. De Westereems bestaat uit de geulen vanuit het zuiden naar het noorden gezien, het (westelijke) Doekegat en het (oostelijke) Eemshorngat (met ertussen de bank Eemshorn), vervolgens de (westelijke) geul Oude Westereems en de (oostelijke) Randselgat (met ertussen de bank Meeuwenstaart), en voorbij Rottumeroog en Borkum liggen de geulen van het (oostelijke) Huibertgat, de (centraal gelegen) Westereems (het hoofdvaarwater) en het (westelijke) Rifgat.
Aan de Eemsmonding liggen verschillende havens, te weten vanaf landinwaarts de Haven van Emden, de Oosterhornhaven, de Farmsumerhaven, de Haven van Delfzijl, de Eemshaven en de haven van Borkum. Verder komen aan de Nederlandse kant de wateren Westerwoldse Aa, Termunterzijldiep, Eemskanaal, Spijksterriet en Groote Tjariet uit in de Eemsmonding. Aan de Duitse zijde zijn dat de wateren Borssumer kanaal, Mahlbusen, Störtebekerkanal en Nordertief.
In de Eemsmonding geldt in plaats van het Binnenvaartpolitiereglement het Scheepvaartreglement Eemsmonding.
De voormalige Nederlandse gemeente Eemsmond ontleent zijn naam aan de ligging aan de monding van de rivier.

## Grens tussen Nederland en Duitsland
Nederland verschilde eeuwenlang met Duitsland van mening over de loop van de zeegrens door de Eems vanaf de Dollard. Dit geschil staat bekend als de Eems-Dollardkwestie.